# نیروهای ویژه
نیروهای ویژه (به انگلیسی: Special Forces)، گروهی از نیروهای مسلح هستند که آموزش‌های سختی می‌بینند و در عملیات‌هایی با ریسک بالا شرکت می‌کنند.
نیروهای ویژه در قرن بیستم و در جنگ جهانی دوم و با حرفه‌ای شدن نیروهای نظامی و عملیات‌های ویژه در ارتش‌های جهان تشکیل شدند.
بسته به کشوری که نیروهای ویژه را تشکیل می‌دهد عملیات‌های زیر را انجام می‌دهند:
1. عملیات هوابرد
2. عملیات ضد شورش
3. عملیات مخفیانه
4. عملیات مستقیم
5. عملیات نجات گروگان
6. بازداشت یا کشتن افراد مهم
7. عملیات جاسوسی
8. جنگ غیر متعارف
9. ترابری نظامی